# Ramiro Navarro
Ramiro Navarro de Anda (Tepatitlán, Jalisco; 25 de mayo de 1943-Ciudad de México, 26 de marzo de 2008[cita requerida]), más conocido como El Loco Navarro, fue un futbolista mexicano que jugaba en la posición de delantero. Participó en la Copa Mundial de Futbol realizada en Inglaterra en 1966.

## Sus inicios
Destacó en el Industrial de Tepatitlán, en cuyas reservas alineaba cuando los observadores del Oro, Atlas y el Guadalajara le pusieron el ojo encima, pero finalmente fue contratado por los Mulos del Oro.

## Trayectoria en la Primera División
Debutó el 15 de octubre de 1961 en un partido contra el Deportivo Toluca que quedaría empatado a tres goles, partido en el cual también anotaría su primer gol en el máximo circuito, apenas a los cinco minutos de acción el brasileño Manoel Tavares "Necco", se quitaría al defensa central Romero y le daría el pase a Ramiro Navarro para que simplemente rematara y fusilara al portero español Florentino López, apodado el Lince por sus reflejos felinos.
En 1965 fue separado del plantel del Oro, debido a los continuos castigos por faltas reglamentarias que cometió, dejando al equipo mutilado al ser expulsado, lo que causó que su relación con el entrenador Landolfi no fuera muy agradable. Aún a pesar de este incidente, se vistió de héroe en el último partido de la temporada al hacer dos goles cuando el descenso merodeaba a los mulos del Oro.
En 1966 fue prestado al Club Deportivo Guadalajara donde sería relevo en la ofensiva, y con quien ya había actuado en 1965 como refuerzo pedido por Javier de la Torre para un partido contra el San Lorenzo de Almagro. Finalmente para la temporada 1966-67 fue vendido al América marchándose totalmente de la institución aúrea con muchos problemas por las declaraciones hechas por parte del jugador contra la directiva. Estuvo suspendido un año, por haberle dado un golpe con el pie a un árbitro. El apeló al castigo, pero la repetición de la televisión a través del video tape, mostraron el golpe de este jugador al árbitro. En 1969 se retiró jugando para el Necaxa. Nunca fue campeón de goleo.

## Copa del Mundo 1966
Con la Selección de fútbol de México debutó el 12 de marzo de 1965 en las eliminatorias al mundial de Inglaterra 66', en un partido contra la Selección de fútbol de Estados Unidos.
No jugó ningún partido en la copa del Mundo en Inglaterra.
Además, Ramiro Navarro publicó numerosos libros de Historia de México.

## Fallecimiento
Fallece el 26 de marzo de 2008 a la edad de 64 años en la ciudad de México, D.F.[cita requerida]

## Participaciones en Copas del Mundo
| Mundial                        | Sede       | Resultado    |
| ------------------------------ | ---------- | ------------ |
| Copa Mundial de Fútbol de 1966 | Inglaterra | Primera fase |

- Datos: Q976269